# Malpaso, Siltepec
Malpaso är en ort i Mexiko.   Den ligger i kommunen Siltepec och delstaten Chiapas, i den sydöstra delen av landet, 800 km sydost om huvudstaden Mexico City. Malpaso ligger 700 meter över havet och antalet invånare är 265.
Terrängen runt Malpaso är bergig norrut, men söderut är den kuperad. Malpaso ligger nere i en dal. Runt Malpaso är det ganska glesbefolkat, med 42 invånare per kvadratkilometer. Närmaste större samhälle är Chicomuselo, 13,1 km nordost om Malpaso. I omgivningarna runt Malpaso växer huvudsakligen savannskog.